# Фуженко Іван Васильович
Іван Васильович Фуженко (5 червня 1937, с. Суботці — 17 березня 2011, Москва) — радянський воєначальник, начальник Тилу Збройних Сил — заступник Міністра оборони СРСР, генерал-полковник (1989).

## Освіта
- Одеське військове училище (1959—1962),
- Військова академія імені М. В. Фрунзе (1967—1970),
- Військова академія Генерального штабу Збройних сил СРСР ім. К. Е. Ворошилова (1976—1978)[2]

## Служба
На військовій службі — з 1954 року.
З 1962 року служив командиром взводу, роти в Групі радянських військ у Німеччині, командиром роти, заступником командира та командиром батальйону в Закавказькому військовому окрузі; в 1970—1976 — командиром мотострілецького полку, гвардійської мотострілецької дивізії в Білоруському військовому окрузі; з 1978 — заступником начальника штабу Прибалтійського військового округу, першим заступником начальника штабу Ленінградського військового округу; з 1984 — командувачем 14-ї гвардійської армії Одеського військового округу, першим заступником головнокомандувача Західної групи військ; з 1988 — першим заступником командувача військ Туркестанського військового округу, брав участь у бойових діях в Афганістані.
У січні 1989 — грудні 1991 рр. — командувач військами Туркестанського військового округу; у грудні 1991 — січні 1992 — начальник Тилу Збройних Сил — заступник Міністра оборони СРСР. У січні-серпні 1992 року — заступник Головнокомандувача ОЗС СНД із тилу. Із серпня 1992 по 1997 рік — начальник Військової академії бронетанкових військ імені Маршала Радянського Союзу Р. Я. Малиновського.
З 1997 року в запасі. В останні роки життя був провідним аналітиком Управління генеральних інспекторів Міністерства оборони РФ.
Обирався (від Термезського територіального виборчого округу № 592 Сурхандар'їнської області) народним депутатом СРСР (1989—1991).
Похований на Троєкурівському цвинтарі.

## Сім'я
Був одружений, мав двох дітей:
син — Фуженко Євген Іванович, командир 4-ї гвардійської танкової дивізії імені Ю. В. Андропова (Наро-Фомінськ, 1999—2002), з 2002 — військовий комісар Московської області; начальник організаційно-мобілізаційного управління Головного штабу Головного командування внутрішніх військ МВС Росії. З квітня 2016 у званні генерал-лейтенанта — керівник групи «Організаційно-штатні заходи та кадрове забезпечення» Росгвардії.

## Нагороди

### Нагороди Російської Федерації
- Орден «За військові заслуги»

### Нагороди СРСР
- Орден Червоного Прапора
- Орден Червоної Зірки
- Орден «За службу Батьківщині у Збройних Силах СРСР» 3-го ступеня
- Медаль «В ознаменування 100-річчя з дня народження Володимира Ілліча Леніна»
- Медаль «50 років Збройних Сил СРСР»
- Медаль «60 років Збройних Сил СРСР»
- Медаль «70 років Збройних Сил СРСР»